# خاموش‌کردن (رایانش)
توقف (به انگلیسی: shut down) یا خاموش کردن(به انگلیسی: Power off) در رایانه به انجام تحت کنترل حذف جریان الکتریکی از اجزای اصلی آن گویند. پس از خاموش شدن، قطعاتی از رایانه همچون پردازنده، حافظه دسترسی تصادفی، دیسک‌های سخت، فاقد جریان الکتریکی می‌شوند اما امکان دارد اجزایی همچون ساعت داخلی در رایانه با جریانی ضعیف از برق، باقی بمانند.

## روش انجام

### ویندوز

نمایی از محیط خاموش کردن، بازراه‌اندازی و استندبای در ویندوز اکس‌پی

در مایکروسافت ویندوز یک رایانه یا سرور با کلیک بر روی دکمه خاموش از منوی استارت، خاموش می‌شود. که در آن منو، خاموش شدن، راه‌اندازی مجدد یا نگه داشتن در حالت استندبای موجود است. همچنین می‌توان از طریق فرمان در شل ویندوز دستور خاموش شدن به رایانه را وارد کنیم، برای این کار، shutdown.exe یک دستور برای خاموش کردن می‌باشد.

### او اس ده
در مک اواس ایکس از منوی اپل، و گزینش Shutdown می‌توان، رایانه را خاموش کرد.

### یونیکس و لینوکس
در یونیکس و لینوکس فرمان shutdown، برای خاموش کردن یا بازراه‌اندازی رایانه انجام می‌شود و فقط کاربران ممتاز می‌توانند رایانه را این‌گونه خاموش نمایند.